# Pentateuc
El Pentateuc, també conegut com la Torà, són els cinc primers llibres de la Bíblia o de la Tanakh תָּנָ"ךְ (la Bíblia Hebrea). Conjunt integrat a l'Antic Testament cristià, també se'l coneix com els Cinc Llibres de Moisès i, en la traducció de l'hebreu al grec en la Septuaginta, com a Pentateuc. No obstant això, sovint els jueus també es refereixen a tota la revelació i els ensenyaments jueus com la Torà.

## Llibres

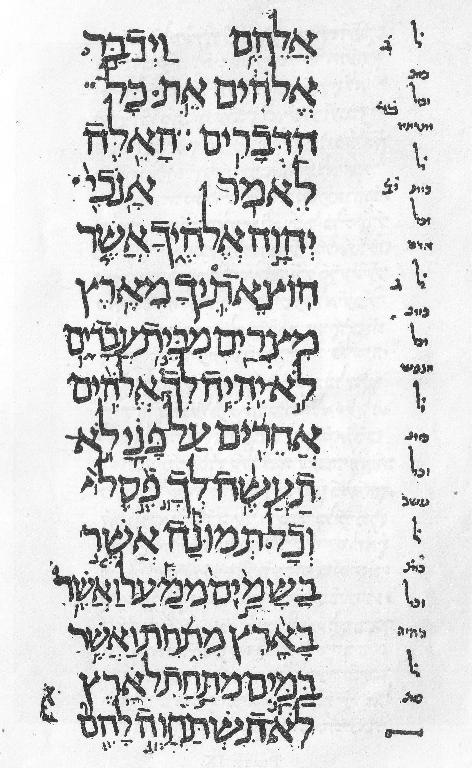
Fragment del Pentateuc.

Els cinc llibres són: el Gènesi (Bereixit בְּרֵאשִׁית), l'Èxode (Xemot שְׁמוֹת), el Levític (Va-yiqrà וֶיִּקְרָא), els Nombres (Bemidbar בְּמִדְבֶּר) i el Deuteronomi (Devarim דְּבָרִים). En la versió grega de la Torà, aquests cinc llibres conformen el Pentateuc (del grec πεντάτευχος que vol dir "cinc contenidors"), Hamixà Humxé Torà (חֲמִשָׁה חֻמְּשֵׁי תוֹרָה; hebreu que vol dir "Les cinc parts de la Torà"), i cadascun d'ells és un Hummaix (חֻמָּש "cinquè"). Els llibres han estat redactats per la fusió de textos diversos, segons la hipòtesi documental (que alguns crítics estenen a altres volums bíblics).

## Judaisme
A la tradició jueva, distints rabins, mestres de la llei, van anar afegint els seus comentaris al text de la Torà, i les edicions més completes d'aquest llibre o d'altres, com ara el Talmud, recullen aquests afegits. Són molt valorats els comentaris de Raixí. Torà (de vegades transcrit Torah) és un mot hebreu que significa ensenyament, instrucció, o específicament Llei. Per això també és conegut com el Llibre de la Llei.

## Nivells d'interpretació

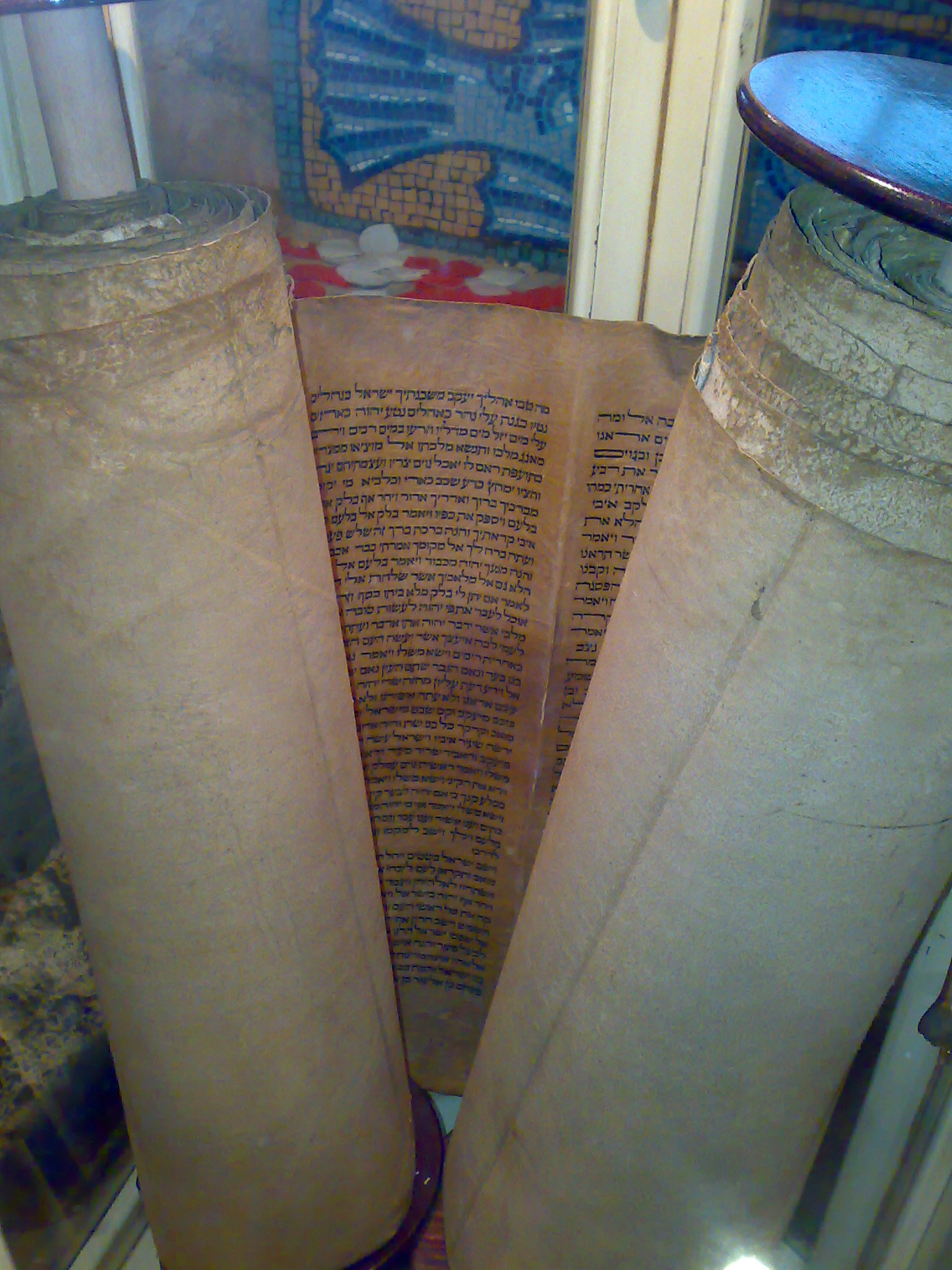
Torà centenària exposada a la Sinagoga Shlomo Ben Adret, del Call de Barcelona

A nivell religiós, dins el judaisme, la Torà té quatre nivells o menes de ser interpretada, que s'anomenen: Peixat (פְּשָׁט), Rémez (רֶמֶז), Deraix (דְּרַשׁ) i Sod (סוֹד). Les inicials d'aquests quatre mots formen la paraula Pardés, literalment "hort dels arbres fruiters" (el paradís, pels cabalistes).
1. Peixat: el nivell d'interpretació que pren en compte el sentit literal del text, tal com les paraules són enteses a la vida diària per les persones.[2]
2. Rémez: pren en compte el sentit al·legòric del text bíblic, fa al·lusió a les coses tal com les persones poden comprendre-les.[2]
3. Deraix: el nivell d'interpretació que pren en compte el sentit interpretatiu de les escriptures sagrades, la qual cosa serveix per a la reglamentació i legislació tradicionals del judaisme. Per aconseguir aquest objectiu, s'utilitzen mètodes com ara les referències, les comparacions entre mots i versicles bíblics, i fins i tot les analogies.[2]
4. Sod: és el mètode místic de la interpretació, del qual es deriva la càbala, i amb el qual se cerca el sentit ocult del text sagrat, que només es podria trobar amb l'estudi dels textos originals a les seves llengües originals.[2]